# Дело Гурко-Лидваля
Дело Гурко-Лидваля (Лидвалиада) — судебное дело о заключение невыгодной сделки на поставку зерна В. И. Гурко с купцом Эриком Лидвалем.
В результате бунтов революции 1905 года летом 1906 года в нескольких губерниях Российской империи случился недород. Кроме того были разгромлены хранилища страховых запасов зерна. Министерством внутренних дел было поручено товарищу министра, заведующему продовольственной частью империи, Владимиру Иосифовичу Гурко организовать закупки казной 10 миллионов пудов зерна. Не проводя, как обычно при государственных закупках, открытого конкурса (тендера), чтобы основные игроки на зерновой бирже не взвинтили цены, Гурко заключил договор с братом известного архитектора, Фёдора Ивановича Лидваля, Эриком Леонардом Лидвалем — владельцем игорных клубов, продавцом «бесшумных ватерклозетов» и биржевым спекулянтом. Получив 2,3 миллиона рублей задатка, Лидваль, не имея налаженных контактов с поставщиками зерна, поставил всего 915 тысяч пудов вместо требуемых 10 миллионов. Пришлось искать новых поставщиков и заключать новые контракты, в результате чего казна потерпела огромные убытки.
Подробности скандальной сделки были напечатаны в кадетской газете «Речь» и на фоне сложной политической обстановки в стране, когда разворачивалась кампания по выбору депутатов во 2-ю Государственную думу, либеральная пресса попыталась обвинить в коррупции Гурко, не скрывавшего своей ультраправой ориентации.
Власти объявили о начале следствия для предания Гурко суду Сената. Разбирательство тянулось почти год. За это время уже была распущена 2-я Государственная дума и принят новый, более реакционный избирательный закон. В результате, сенаторы обвинили Гурко в превышении полномочий с тяжкими последствиями и в сообщении неправильных сведений официальному печатному органу. Он был отрешён от должности с воспрещением в течение трёх лет поступать на государственную службу. Гурко подал в суд на газетчиков за клевету в коррупции; редактор газеты «Русь» М. М. Крамалей и журналист С. А. Изнар были приговорены к трёхмесячному заключению. Считается, что пострадал и сенатор В. Н. Варварин, который вёл расследование — он подвергся высочайшей опале, Николай II отказался ввести его в Государственный совет, несмотря на неоднократные представления.